# بخش جکسون (شهرستان ریچلند، اوهایو)
بخش جکسون (به انگلیسی: Jackson Township) یک منطقهٔ مسکونی در ایالات متحده آمریکا است که در شهرستان ریچلند، اوهایو واقع شده‌است.
 بخش جکسون ۶۳٫۳ کیلومتر مربع مساحت و ۳٬۸۶۱ نفر جمعیت دارد و ۳۴۰ متر بالاتر از سطح دریا واقع شده‌است.